# Bogler-Vorratsdose

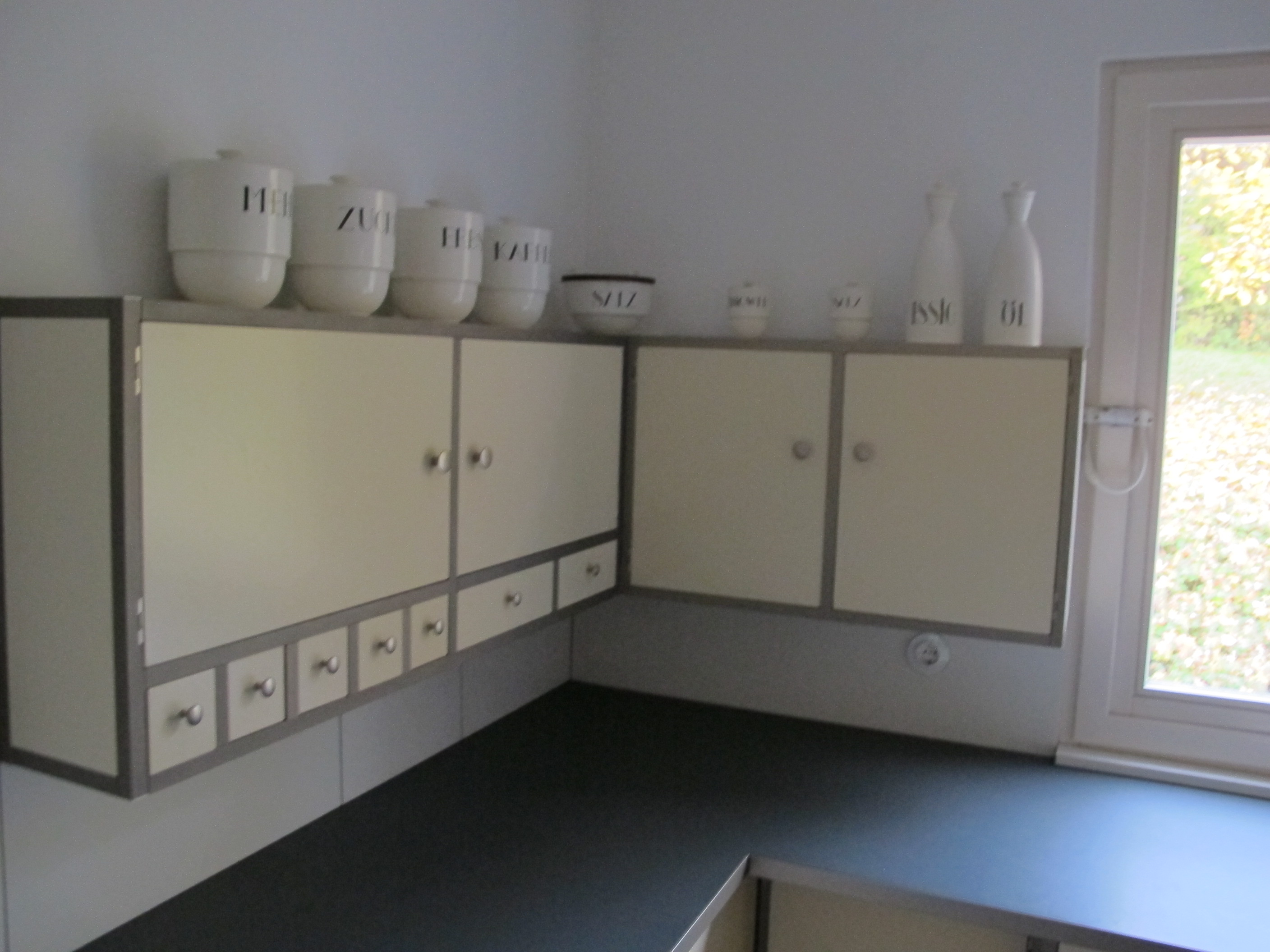
Küchengarnitur mit Bogler-Vorratsdosen im Musterhaus Am Horn in Weimar

Die Bogler-Vorratsdose ist ein keramisches Vorratsbehältnis, das im Jahr 1923 von Theodor Bogler entworfen wurde und als Klassiker der Moderne gilt. Das Gefäß wird heute von den HB-Werkstätten für Keramik in Marwitz hergestellt.
Die Form der Vorratsdose basiert auf geometrischen Grundelementen. Das cremefarbene, mit einer Glasur versehene Behältnis verfügt über einen Deckel und eine großformatige Beschriftung für den Inhalt. Es gibt Vorratsdosen in großer und kleiner Ausführung, wobei die kleineren Dosen für Gewürze wie Salz, Ingwer und Zimt vorgesehen sind und die größeren Gefäße zur Aufnahme von Produkten, wie Mehl, Zucker, Erbsen und Kaffee bestimmt sind.
Theodor Bogler erlernte in der Keramischen Werkstatt am Bauhaus des Bauhauses in Dornburg das Töpferhandwerk und legte 1922 die Gesellenprüfung ab. Die Vorratsdose entwarf er 1923 für die Küche des Musterhauses Am Horn in Weimar. Dort gehörten mehrere Vorratsdosen mit ebenfalls von ihm entworfenen, kannenartigen Gefäßen für Öl und Essig zu einer neunteiligen Küchengarnitur.